# مراد ملاوی
مراد ملاوی (انگلیسی: Mourad Malaoui؛ زادهٔ ۱۴ مارس ۱۹۶۸) بازیکن والیبال اهل الجزایر بود.